# Jacob Eriksson (cyklist)
Jacob Eriksson, född 1 oktober 1999 i Gånghester, är en svensk professionell landsvägscyklist.
Jacob är yngre bror till tävlingscyklisten Lucas Eriksson.

## Karriär
Eriksson har cyklat professionellt sedan 2018. Bland hans meriter kan nämnas ett silver och ett brons i svenska mästerskapen i landsvägscykling. År 2022 placerade han sig fyra i Volta Limburg Classic.